# Водяна (притока Кам'янки)
Водяна, Балка Водяна — річка в Україні, права притока Кам'янки, притоки Базавлука (басейн Чорного моря). Довжина 26 км. Площа водозбірного басейну 231 км². Похил 1,9 м/км. Долина трапецієподібна.
Живиться за рахунок атмосферних опадів. Льодостав нестійкий (з грудня до початку березня). Використовується на сільськогосподарські потреби. Споруджено ставки.
Бере початок у селі Водяне. Тече переважно на південь. Протікає територією Криворізького району Дніпропетровської області через села Маяк, Авдотівка, Водяне та Трудове. Впадає до Кам'янки в селі Златоустівка.
Притоки: Балка Тернова (ліва).